# 荡妇羞辱
荡妇羞耻（英語：slut shaming）是用来描述导致一个人（尤其是女性）因自己的某种性行为或性欲背离了传统的性别期望或外观期望而感到羞耻或低人一等的行为。这个词常指他人使用荡妇或其他类似羞辱性词汇，妨碍女性对自身性别形成自主看法的行为。
女性遭到“荡妇羞耻”的情形的例子有：衣着性感从而违反了公认的着装守则、要求避孕、婚前性行為、休闲性行为、從事性工作、被强奸或性骚扰。